# Klangphonics
Klangphonics ist eine deutsche elektronische Musikgruppe, die 2017 in Regensburg gegründet wurde.

## Karriere
2017 wurde die Band von drei Studenten am Music College in Regensburg gegründet.
2018 wurde die erste selbst veröffentlichte EP Funky Dance Fusion mittels Crowdfunding finanziert.
2021 folgte Songs to Try ebenfalls im Eigenverlag. Am 1. Dezember 2023 trat die Band bei der zweiten Ausgabe des Fairground Festivals in Hannover auf, das als Video im Februar 2025 auf arte ausgestrahlt wurde.  Im Herbst 2024 erschien das erstes vollständige Studioalbum Perfect Opposure, erneut im Eigenverlag.

## Releases

### Alben
- Perfect Opposure (2024)

### EPs
- Funky Dance Fusion (2018)
- Songs to Try (2021)

### Singles
- Laminar (2023)
- Shapes in the Spray (2023)
- Holocene Pt. II (2023)
- Feeling Pressure (2023)
- Laminar (Moonbootica Remix) (2023)
- Ich Brauch Mehr Bass (2024)
- Shapes in the Spray (Gone Remix) (2024)